# Liebherr R 9250
A Liebherr R 9250 é uma escavadeira para mineração produzida pelo Liebherr Group com sede na Alemanha e que possui subsidiárias em várias partes do mundo. Em mineração é uma escavadeira de porte intermediário, usada principalmente em minas de carvão.